# 张玉 (元朝)
张玉（？—1288年）,元朝霸州保定（今河北省霸州市南）人。张荣实的次子。
元世祖初年，张玉袭父职，为诸路水军万户。至元十六年（1279年），攻打吉安有功，以都元帅兼水军万户，镇守黄州。至元二十一年（1284年），镇压广东反元起义。至元二十四年（1287年），跟随乌马儿侵安南陈朝，有战功。次年，在返回时，迎战安南兵，战死。

## 延伸阅读
[在维基数据编辑]
 《新元史/卷165》，出自柯劭忞《新元史》